# Nazanin Aghakhani
Nazanin Aghakhani en persa: نازنین آقاخانی‎y romanizado Nāzanīn Āghākhānī (Viena, 22 de abril de 1980) es una directora de orquesta austriaca.

## Trayectoria
Nacida en una familia de ascendencia persa, empezó a tomar clases de piano a los ocho años. A partir de los doce, estudió piano clásico en el Conservatorio de Viena con Karl Barth y más tarde con Meira Farkas y comenzó sus estudios de armonía, contrapunto y dirección con Thomas Christian David. Continuó estos estudios primero en la Universidad de Música y Artes Escénicas de Viena con Erwin Acel y Leopold Hager, luego en el Real Conservatorio de Estocolmo (Kungliga Musikhögskolan) con Jorma Panula. En Estocolmo, estudió también composición electroacústica con Bill Brunson y Fredrik Hedelin. En 2008, terminó su Maestría en Artes con distinción en la Academia Sibelius, donde estudió dirección orquestal y operística con Leif Segerstam.
Ha sido tutora de orquestas juveniles suecas y ha interpretado sus propias composiciones en toda Europa. Debutó como directora en el Festival Musica Nova en 2007, un evento anual de música contemporánea en Helsinki, donde fue invitada nuevamente en 2008 y 2009. En 2008, estrenó obras de jóvenes compositores europeos en el Wien Modern, el Festival de Viena de música contemporánea, fue miembro del jurado del Festival Ung Nordisk Musik para jóvenes compositores escandinavos y ejerció como directora asistente de Don Giovanni de Mozart en el Festival de Salzburgo en Austria. En 2010, Aghakhani se convirtió en la primera directora de la historia en actuar en Irán, dirigiendo la Orquesta Sinfónica de Teherán.
Fue la primera mujer directora principal de la Akademisches Sinfonie Orchester München de Alemania, cargo que ocupó entre 2010 y 2012.
Además de dirigir y escribir, ha grabado varios álbumes como pianista solista con sus propias composiciones en forma de improvisación, principalmente grabadas en pianos Bösendorfer.